# Sobienie Biskupie
Sobienie Biskupie – wieś sołecka w Polsce położona w województwie mazowieckim, w powiecie otwockim, w gminie Sobienie-Jeziory.
Wierni Kościoła rzymskokatolickiego należą do parafii św. Jana Chrzciciela w Warszawicach.
Wieś duchowna położona była w drugiej połowie XVI wieku w powiecie czerskim  ziemi czerskiej województwa mazowieckiego. W latach 1975–1998 miejscowość administracyjnie należała do województwa siedleckiego.

## Nazwa wsi
Nazwę "Biskupie" stosowano wymiennie z łacińską "Episcopalne", a w 1794 r. zanotowano "Duchowne". W XVII-XVIII w. wieś określano Sobieniami Wielkimi.

## Części wsi
| SIMC    | Nazwa      | Rodzaj    |
| ------- | ---------- | --------- |
| 0687853 | Brzozowica | część wsi |
| 0687860 | Sokołówka  | część wsi |

## Historia
Od ok. 1124 r. Sobienie były własnością biskupów poznańskich. szczególnie dobrze zapamiętano ostatniego dziedzica duchownego, bpa Antoniego Onufrego Okęckiego (1780–1793), który nie szczędził środków, aby polepszyć byt poddanych. Około 1791 r. fundował we wsi szkołę elementarną, która z przerwami przetrwała do 1929 r. Od włościan dostał przydomek, "Sobie nie, a komu".
W skład klucza Sobienie biskupów poznańskich wchodziły Sobienie Biskupie, Sobienki, Szymanowice Duże i 1 rola w Celejowie nad brzegiem Wisły.
W lipcu 1794 r. władze insurekcji kościuszkowskiej upaństwowiły dobra i wieś została oddana w dzierżawę oficjałowi garwolińskimu ks. Baltazarowi Tarkowskiemu. W 1833 r. folwark sprzedano płk. Józefowi Słupeckiemu.
W czasie powodzi w 1844 r. Słupecki wystawił na Gościńcu kolumnę z figurą Jezusa Chrystusa Ubiczowanego.